# Caumèls e lo Vialar
Caumèls-e-lo-Vialar (en francès Calmels-et-le-Viala) és un municipi francès situat al departament de l'Avairon i a la regió d'Occitània.

## Demografia
| 1962                                       | 1968 | 1975 | 1982 | 1990 | 1999 | 2006 |
| ------------------------------------------ | ---- | ---- | ---- | ---- | ---- | ---- |
| 339                                        | 303  | 239  | 211  | 214  | 207  | 236  |
| Des de 1962: població sense dobles comptes |      |      |      |      |      |      |

## Administració
| Període   | Identitat           | Partit |
| --------- | ------------------- | ------ |
| 1989-2008 | Louis Gavalda       |        |
| 2008-     | Anne-Marie Constans |        |